# Скоби (Монтана)
Скоби (енгл. Scobey) град је у америчкој савезној држави Монтана.

## Демографија
По попису из 2010. године број становника је 1.017, што је 65 (-6,0%) становника мање него 2000. године.
| Група             | 2000.         | 2010.       |
| Белци             | 1.033 (95,5%) | 951 (93,5%) |
| Афроамериканци    | 0 (0,0%)      | 1 (0,1%)    |
| Азијати           | 4 (0,4%)      | 3 (0,3%)    |
| Хиспаноамериканци | 27 (2,5%)     | 16 (1,6%)   |
| Укупно            | 1.082         | 1.017       |